# Синхронное плавание на чемпионате мира по водным видам спорта 2024
Соревнования по синхронному плаванию в рамках чемпионата мира 2024 года по водным видам спорта прошли с 2 по 10 февраля в спортивном комплексе Aspire Dome в Дохе, Катар.
Было разыграно 11 комплектов наград.
Российские спортсмены не принимали участия в чемпионате мира, а атлеты из Беларуси выступали как «Нейтральные независимые спортсмены (NIA)» под флагом World Aquatics.

## Расписание
Время указано местное (UTC+3).
| Дата            | Время | Дисциплина                             |
| --------------- | ----- | -------------------------------------- |
| 2 февраля 2024  | 09:30 | Соло, женщины, техническая программа   |
| 2 февраля 2024  | 12:15 | Соло, мужчины, техническая программа   |
| 2 февраля 2024  | 14:00 | Дуэт, женщины, техническая программа   |
| 3 февраля 2024  | 09:30 | Смешанный дуэт, техническая программа  |
| 3 февраля 2024  | 14:00 | Соло, женщины, техническая программа   |
| 3 февраля 2024  | 20:00 | Команды, акробатика                    |
| 4 февраля 2024  | 09:30 | Соло, женщины, произвольная программа  |
| 4 февраля 2024  | 14:00 | Команды, акробатика                    |
| 4 февраля 2024  | 20:00 | Смешанный дуэт, техническая программа  |
| 5 февраля 2024  | 09:30 | Команды, техническая программа         |
| 5 февраля 2024  | 14:00 | Дуэт, женщины, техническая программа   |
| 5 февраля 2024  | 20:00 | Соло, мужчины, техническая программа   |
| 6 февраля 2024  | 09:30 | Соло, мужчины, произвольная программа  |
| 6 февраля 2024  | 14:00 | Команды, техническая программа         |
| 6 февраля 2024  | 20:00 | Соло, женщины, произвольная программа  |
| 7 февраля 2024  | 09:30 | Дуэт, женщины, произвольная программа  |
| 7 февраля 2024  | 20:00 | Соло, мужчины, произвольная программа  |
| 8 февраля 2024  | 09:30 | Команды, произвольная программа        |
| 8 февраля 2024  | 20:00 | Дуэт, женщины, произвольная программа  |
| 9 февраля 2024  | 09:30 | Смешанный дуэт, произвольная программа |
| 9 февраля 2024  | 20:00 | Команды, произвольная программа        |
| 10 февраля 2024 | 09:30 | Смешанный дуэт, произвольная программа |

## Медалисты

### Мужчины
| Дисциплина                   | Золото                   | Серебро                       | Бронза                  |
| Соло, техническая программа  | Ян Шуньчэн Китай         | Джорджио Минизини Италия      | Густаво Санчес Колумбия |
| Соло, произвольная программа | Джорджио Минизини Италия | Деннис Гонсалес Бонеу Испания | Густаво Санчес Колумбия |

### Женщины
| Дисциплина                   | Золото                      | Серебро                                      | Бронза                                               |
| Соло, техническая программа  | Евангелия Платаниоти Греция | Жаклин Симоно Канада                         | Сюй Хуэйянь Китай                                    |
| Соло, произвольная программа | Жаклин Симоно Канада        | Евангелия Платаниоти Греция                  | Василина Хондошко Нейтральные независимые спортсмены |
| Дуэт, техническая программа  | Китай Ван Люи Ван Цяньи     | Великобритания Кейт Шортман Изабель Торп     | Испания Алиса Ожогина Ирис Тио                       |
| Дуэт, произвольная программа | Китай Ван Люи Ван Цяньи     | Нидерланды Брегье де Брауэр Нортье де Брауэр | Великобритания Кейт Шортман Изабель Торп             |

### Команды
| Дисциплина                     | Золото                                                                               | Серебро | Бронза |
| Группы, техническая программа  | Китай Чан Хао Фэн Юй Ван Циюэ Ван Люи Ван Цяньи Сян Биньсюань Сяо Яньнин Чжан Яи     | Испания Марина Гарсия Поло Лилу Льюис Меричель Мас Алиса Ожогина Паула Рамирес Ибаньес Сара Салданья Ирис Тио Бланка Толедано                    | Япония Моэ Хига Моэка Кидзима Ута Кобаяси Томока Сато Аяно Симада Ами Вада Масиро Ясунага Мэгуму Ёсида        |
| Группы, произвольная программа | Китай Чан Хао Чэн Вэньтао Фэн Юй Ли Сючэнь Ван Циюэ Сян Биньсюань Сяо Яньнин Чжан Яи | Япония Моэ Хига Моэка Кидзима Ута Кобаяси Томока Сато Ами Вада Аканэ Янагисава Масиро Ясунага Мэгуму Ёсида                                       | США Анита Альварес Джейми Чарковски Мегуми Филд Одри Квон Калиста Лю Жаклин Луу Даниэлла Рамирес Наталия Вега |
| Группы, акробатика             | Китай Чан Хао Фэн Юй Ван Циюэ Ван Люи Ван Цяньи Сян Биньсюань Сяо Яньнин Чжан Яи     | Украина Марина Алексеева Владислава Алексеева Марта Федина Александра Горецкая Вероника Гришко Дарья Мошинская Анастасия Шмонина Валерия Тищенко | США Анита Альварес Джейми Чарковски Николь Дзурко Киана Хантер Одри Квон Калиста Лю Билл Мэй Даниэлла Рамирес |

### Смешанные дуэты
| Дисциплина                    | Золото                                | Серебро                                           | Бронза                                           |
| Микст, техническая программа  | Казахстан Наргиза Болатова Эдуард Ким | Китай Чэн Вэньтао Ши Хаоюй                        | Мексика Миранда Баррера Хименес Диего Вильялобос |
| Микст, произвольная программа | Китай Чэн Вэньтао Ши Хаоюй            | Испания Мирея Эрнандес Луна Деннис Гонсалес Бонеу | Мексика Тринидад Меза Родригес Диего Вильялобос  |

## Медальный зачёт
| Место           | Страна                             | Золото | Серебро | Бронза | Всего |
| --------------- | ---------------------------------- | ------ | ------- | ------ | ----- |
| 1               | Китай                              | 7      | 1       | 1      | 9     |
| 2               | Греция                             | 1      | 1       | 0      | 2     |
| 2               | Италия                             | 1      | 1       | 0      | 2     |
| 2               | Канада                             | 1      | 1       | 0      | 2     |
| 5               | Казахстан                          | 1      | 0       | 0      | 1     |
| 6               | Испания                            | 0      | 3       | 1      | 4     |
| 7               | Великобритания                     | 0      | 1       | 1      | 2     |
| 7               | Япония                             | 0      | 1       | 1      | 2     |
| 9               | Нидерланды                         | 0      | 1       | 0      | 1     |
| 9               | Украина                            | 0      | 1       | 0      | 1     |
| 11              | Колумбия                           | 0      | 0       | 2      | 2     |
| 11              | Мексика                            | 0      | 0       | 2      | 2     |
| 11              | США                                | 0      | 0       | 2      | 2     |
| 14              | Нейтральные независимые спортсмены | 0      | 0       | 1      | 1     |
| Всего стран: 14 | Всего стран: 14                    | 11     | 11      | 11     | 33    |

## Комментарии
1. 1 2  В соответствии с санкциями, введенными после вторжения России на Украину, спортсменам из Беларуси не разрешалось использовать название, флаг или гимн Беларуси. Вместо этого они участвовали как «Нейтральные независимые спортсмены (NIA)» под флагом World Aquatics.